# Lasiopetalum ferraricollinum
Lasiopetalum ferraricollinum är en malvaväxtart som beskrevs av E.M.Benn. och K.A.Sheph.. Lasiopetalum ferraricollinum ingår i släktet Lasiopetalum och familjen malvaväxter. Inga underarter finns listade i Catalogue of Life.